# Groß Buchwald
Groß Buchwald là một đô thị thuộc quận Rendsburg-Eckernförde, bang Schleswig-Holstein.